# 益田元固
益田 元固（ますだ もとかた、文化8年（1811年） - 明治8年（1875年）6月25日）は、江戸時代末期の長州藩重臣で、寄組問田益田家（4096石）の7代。
父は益田親愛（親賢）。母は毛利就貞の娘。妻は毛利就任の娘、山内就資の娘。子に益田孫槌、三吉周亮、口羽良介、山内通遠室、山内通恂室がいる。兄弟には毛利房謙室、毛利房顕室、毛利房嘉室がいる。
長州藩第11代藩主の毛利斉元より偏諱を受けて元固と名乗る。また初名に兼将が伝わる。通称は伊豆、七内で「益田伊豆」、「益田七内」とも称す。号は幽岳。

## 生涯
文化8年（1811年）に長州藩重臣益田親愛（親賢）の嫡男として生まれる。
天保2年（1831年）、給領地の周防国吉敷郡問田に、陪臣や庶民のための郷校である学習斎を設立した。
嘉永3年（1850年）8月25日に老中(家老)となり、当役を勤め、嘉永6年(1853年)9月、江戸留守居役となり、藩主の毛利慶親に従い江戸と国元を往来する 。翌安政元年(1854年)3月に江戸に行き、9月藩世子毛利広封の附役を兼勤し、安政2年(1855年)10月に帰国した。文久元年(1861年)2月、大頭役となったが、8月病気のため辞職。文久3年(1864年)3月、出府を命ぜられ、京摂の間に滞在して動静を検察した。
慶応2年（1866年）の第二次長州征討の際には芸州口で幕府軍と戦う。
明治3年（1870年）における廃藩直前の問田益田家の陪臣の家臣団は、家老（3家）、家士上等（14家）、家士中等（12家）、家士下等（57家）、小組（30家）の116家が存在していた。
明治維新後は萩玉江の別邸に隠退し、明治8年(1875年)6月25日に死去した。享年65。
なお、長府藩次席家老で明治維新後に新川県参事、鳥取県県令などを務めた三吉周亮は実子（四男）である。